# Circuit de Pedralbes
Le Circuit de Pedralbes est un circuit urbain de course automobile tracé dans les rues de Barcelone en Espagne d'une longueur de 6,316 km.
Tracé pour la première fois en 1946 dans les faubourgs ouest de la ville, le circuit était constitué de rues larges et de virages rapides. Ce tracé accueillit par deux fois le Grand Prix d'Espagne en 1951 et 1954, comptant pour le championnat du monde de Formule 1.
À la suite de la catastrophe des 24 heures du Mans 1955, qui remit en cause les normes de sécurité de l'époque, de nouvelles règles furent établies qui eurent pour conséquence de condamner définitivement ce type de tracé.

## Histoire
| Année | Date       | Épreuve                        | Pilote             | Ecurie     | Résultat |
| ----- | ---------- | ------------------------------ | ------------------ | ---------- | -------- |
| 1946  | 27 octobre | VIIIe Grand Prix de Penya-Rhin | Giorgio Pelassa    | Maserati   | Résultat |
| 1948  | 31 octobre | IXe Grand Prix de Penya-Rhin   | Luigi Villoresi    | Maserati   | Résultat |
| 1950  | 29 octobre | Xe Grand Prix de Penya-Rhin    | Alberto Ascari     | Ferrari    | Résultat |
| 1951  | 28 octobre | XIe Grand Prix d'Espagne       | Juan Manuel Fangio | Alfa Romeo | Résultat |
| 1954  | 24 octobre | XIIe Grand Prix d'Espagne      | Mike Hawthorn      | Ferrari    | Résultat |